# Ożarów Mazowiecki (công xã)
Gmina Ożarów Mazowiecki là một vùng  đô thị-nông thôn (công xã) ở Warsaw West County, Masovian Voivodeship, ở phía đông trung bộ Ba Lan. Khu vực hành chính của nó là  Ożarów Mazowiecki, nằm cách khoảng 14 kilômét (9 mi) về phía tây Warsaw.
Gmina có diện tích 71,34 kilômét vuông (27,5 dặm vuông Anh), và tính đến năm 2006, tổng dân số của nó là 20.788 (trong đó dân số của Ożarów Mazowiecki lên tới 8.237, và dân số của vùng nông thôn của Gmina là 12,551).

## Làng
Ngoài trung tâm Ożarów Mazowiecki, Gmina Ożarów Mazowiecki chứa các làng và các khu định cư của Bronisze, Duchnice, Gołaszew, Jawczyce, Kaputy, Konotopa, Koprki, Kręczki, Macierzysz, Michałówek, Mory, Myszczyn, Ołtarzew, Orly, Orly-Kolonia, ożarów, Pilaszków, Piotrkówek Duży, Piotrkówek Maly, Płochocin, Pogroszew, Pogroszew-Kolonia, Strzykuły, Święcice, Szeligi, Umiastów, Wieruchów, Wolica và Wolskie.

## Gmina lân cận
Gmina Ożarów Mazowiecki giáp với Warsaw, bởi Gmina Piastów, và bởi các Gmina của Błonie, Brwinów, Leszno và Stare Babice.